# Optativ
Optativ (ytterst av latin opto 'önska (sig)', 'begära') är ett modus, som förekommer i vissa språks verbböjning. Det används för att uttrycka till exempel önskan eller åsikt om lämplighet.
I germanska språk och i latinet med dess dotterspråk har konjunktiven övertagit optativens funktioner (vid sidan av de "äkta" konjunktivfunktionerna). Det begränsade användningsområde som finns för presens konjunktiv i svenskan idag ligger helt på det optativa området, varför den svenska presens konjunktiven ibland kallas optativ. Emellertid benämns ibland även svenskans preteritum (imperfekt) konjunktiv som optativ. Optativförhållanden uttrycks i svenskan betydligt oftare med hjälpverb som "böra", "må" och "skola".
I religiös text av det högtidligare slaget kan verbformen påträffas, till exempel i "Välsignelsen": 
"Herren välsigne oss och bevare oss 

Herren låte sitt ansikte lysa över oss 

och vare oss nådig. 

Herren vände sitt ansikte till oss 

och give oss frid."
Verbformen används i modern svenska också i vissa (stelnade) uttryck som ”leve konungen!” och ”bevare mig väl”. Men även i mer vulgärt tal förekommer den, till exempel i uttrycket "det vete fan".
Optativen används exempelvis i klassisk grekiska som ett modus som visar på ytterligare en art av konjunktiv.
I finska är optativ ett mycket ovanligt modus, som ersätter imperativ i några gamla dikter.